# Estádio Municipal Raimundo de Oliveira
Estádio Municipal Raimundo de Oliveira – stadion piłkarski, w Caucaia, Ceará, Brazylia, na którym swoje mecze rozgrywa klub Caucaia Esporte Clube.